# Груздовка (Калузька область)
Груздовка (рос. Груздовка) — присілок в Дзержинському районі Калузької області Російської Федерації.
Населення становить 25 осіб. Входить до складу муніципального утворення Село Радгосп імені Леніна.

## Історія
Від 2004 року входить до складу муніципального утворення Село Радгосп імені Леніна.

## Населення
| 2002 | 2010 |
| ---- | ---- |
| 14   | ↗25  |